# Eleição presidencial no Brasil em 1914
A eleição presidencial brasileira de 1914 foi a sétima eleição presidencial e a sexta eleição presidencial direta. Foi realizada em 1º de março nos vinte estados  da época e no Distrito Federal. Os resultados foram divulgados no dia 1º de julho.

## Contexto histórico
O presidente Hermes da Fonseca, sobrinho de Deodoro da Fonseca que anos antes havia combatido os revoltosos da Revolta da Esquadra, logo no início de seu governo teve de lidar com uma nova rebelião : a Revolta da Chibata, arquitetada por cerca de dois anos e que culminou num motim dos marinheiros no Encouraçado Minas Gerais, Encouraçado São Paulo, Encouraçado Deodoro e Cruzador Bahia, revolta liderada pelo marinheiro João Cândido Felisberto. Depois de conseguido o objetivo, o fim da aplicação da Chibata na Marinha, e concedida a anistia a todos os mais de dois mil marinheiros amotinados, o governo traiu sua palavra e começou um processo de expulsão de marinheiros. O primeiro motim, já controlado, foi seguido de um levante no batalhão de fuzileiros navais sem causa aparente. O Marechal Hermes ordenou o bombardeio aos portos e colocou o país em estado de sítio. Apesar de ser bastante popular quando eleito, sua imagem ficou bastante abalada depois da revolta. Logo outra revolta veio conturbar o seu governo, a Guerra do Contestado, que não chegou a ser debelada até o fim de seu governo.

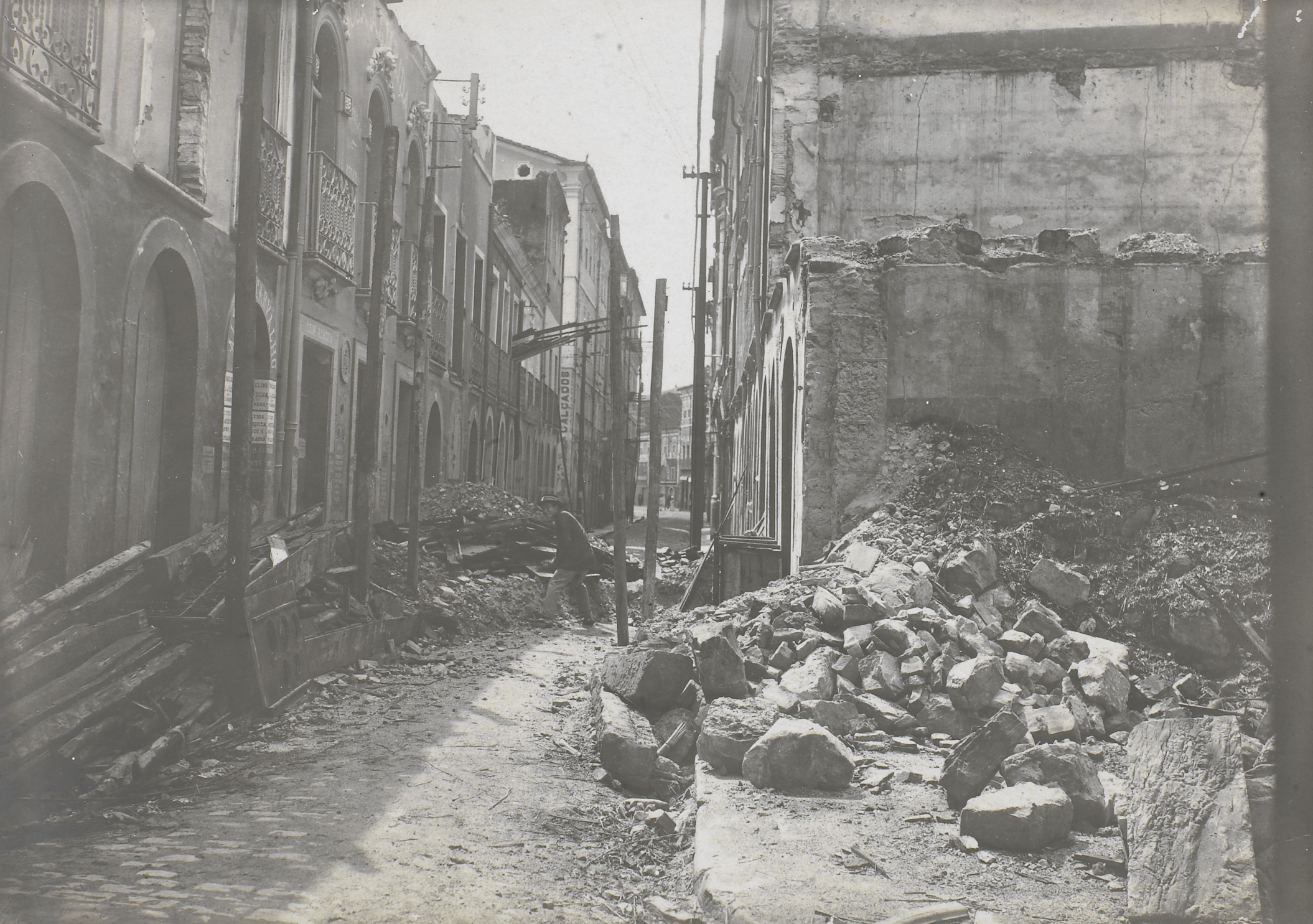
Rua de Salvador após bombardeio pelo Governo Federal durante a Política das Salvações

A Política das Salvações aplicada pelo presidente, nem sempre pacífica, consistiu em promover intervenções federais sucessivamente nos Estados de Pernambuco, Bahia, Ceará e Alagoas, alegando a prática de corrupção e a fim de colocar militares na chefia dos Estados, em substituição aos políticos. As intervenções provocaram violenta oposição, que resultou no bombardeio a Manaus em 8 de outubro de 1910, ainda no Governo de Nilo Peçanha e Salvador.
Em seu governo ocorreu nova renegociação da dívida externa brasileira, em 1914, com um segundo funding loan (o primeiro fora negociado por Campos Sales), pois a situação financeira do Brasil não andava bem. Sua política externa manteve a aproximação com os Estados Unidos, traçada pelo chanceler barão do Rio Branco, que continuou no cargo de ministro, até 1912, quando faleceu.
No plano interno, prosseguiu o programa de construção de ferrovias, incluindo a ferrovia Madeira-Mamoré e de escolas técnico-profissionais, delineado no governo Afonso Pena. Instalou a Universidade do Paraná. Concluiu as reformas e obras da Vila Militar de Deodoro e do Hospital Central do Exército (HCE), entre outras, além das vilas operárias, no Rio de Janeiro, no subúrbio de Marechal Hermes e no bairro da Gávea. 
Em 1913, o nome de Venceslau Brás, vice-presidente do país, foi proposto como medida reconciliatória entre Minas Gerais, São Paulo e os outros estados, como candidato à sucessão de Hermes. Minas Gerais havia vetado a candidatura de Pinheiro Machado que era apoiado por Hermes da Fonseca, e Rodrigues Alves, que, na época, governava São Paulo, vetara a candidatura Rui Barbosa.

## Processo eleitoral na Primeira República (1889-1930)
De acordo com a Constituição de 1891 que vigorou durante toda a Primeira República (1889-1930), o direito ao voto foi determinado a todos os homens com mais de 21 anos que não fossem analfabetos, religiosos e militares. Mesmo tendo o direito de voto estendido a mais pessoas, pouca parcela da população participava das eleições. A Constituição de 1891 também declarou que todas as eleições presidenciais seriam realizadas em 1º de março. A eleição para presidente e vice eram realizadas individualmente, e o mesmo poderia se candidatar para presidente e vice.
Durante a Primeira República, o Partido Republicano Paulista (PRP) e o Partido Republicano Mineiro (PRM) fizeram alianças para fazer prevalecer seus interesses e se revezarem na Presidência da República, assim, esses partidos na maioria das vezes estiveram a frente do governo, até que essas alianças se quebrassem em 1930. Essas alianças são chamadas de política do café com leite.
Nessa época, o voto não era secreto, e existia grande influência dos coronéis - pessoas que detinham o Poder Executivo municipal, e principalmente o poder militar da região. Os coronéis praticavam a fraude eleitoral e obrigavam as pessoas a votarem em determinado candidato. Com isso, é impossível determinar exatamente os resultados corretos.

## Candidaturas
Para Presidente da República, sessenta e um (61) nomes foram sufragados, e para vice-presidente foram sufragados cento e dois (102) nomes. Essa foi a primeira e a única eleição da República Velha em que todos os maiores partidos do país — Partido Republicano Mineiro (PRM) + Partido Republicano Paulista (PRP), Partido Republicano Rio-grandense (PRR), Partido Republicano Fluminense (PRF) — apoiaram um único candidato, o da chapa Venceslau Brás–Urbano Santos. Em protesto a isso, o Partido Republicano Liberal (PRL), partido de oposição ao governo vigente, lançou a chapa Ruy Barbosa–Alfredo Ellis, mas não o registrou oficialmente. Em 31 de dezembro de 1913, verificando a falta de financiamento na campanha, e a eleição assegurada a Brás, a chapa de Ruy Barbosa declara renúncia à Presidência da República no chamado "Manifesto à Nação". Mesmo assim, o dissidente obteve 47.782 votos (8,22% dos votos). 0,18% dos votos foram dados a outros candidatos não-registrados.

## Resultados
A população aproximada em 1914 era de 25.500.000, sendo 1.580.000 eleitores, dos quais compareceram 590.000, representando 2,31% da população.
| Eleição para presidente do Brasil em 1914 | Eleição para presidente do Brasil em 1914 | Eleição para presidente do Brasil em 1914 | Eleição para vice-presidente do Brasil em 1914 | Eleição para vice-presidente do Brasil em 1914 | Eleição para vice-presidente do Brasil em 1914 |
| Candidato                                 | Votos                                     | Porcentagem                               | Candidato                                      | Votos                                          | Porcentagem                                    |
| ----------------------------------------- | ----------------------------------------- | ----------------------------------------- | ---------------------------------------------- | ---------------------------------------------- | ---------------------------------------------- |
| Venceslau Brás                            | 532.107                                   | 91,58%                                    | Urbano Santos                                  | 556.127                                        | 96,21%                                         |
| Ruy Barbosa                               | 47.782                                    | 8,22%                                     | Alfredo Ellis                                  | 18.580                                         | 3,21%                                          |
| José Gomes Pinheiro Machado               | 222                                       | 0,03%                                     | José Joaquim Seabra                            | 926                                            | 0,16%                                          |
| Outros                                    | 889                                       | 0,15%                                     | Outros                                         | 2.405                                          | 0,42%                                          |
| Votos nominais                            | Votos nominais                            | 581.000                                   | Votos nominais                                 | Votos nominais                                 | 578.038                                        |
| Votos brancos/nulos                       | Votos brancos/nulos                       | 9.000                                     | Votos brancos/nulos                            | Votos brancos/nulos                            | 11.962                                         |
| Total                                     | Total                                     | 590.000                                   | Total                                          | Total                                          | 590.000                                        |
| Fonte:                                    |                                           |                                           |                                                |                                                |                                                |

Nota geral: os valores são incertos (ver processo eleitoral).